# War Hill
War Hill är ett berg i republiken Irland.   Det ligger i grevskapet Wicklow och provinsen Leinster, i den östra delen av landet. Toppen på War Hill är 685 meter över havet. War Hill ingår i Wicklowbergen.
Terrängen runt War Hill är huvudsakligen kuperad. Den högsta punkten i närheten är Djouce, 726 meter över havet, 1,0 km sydost om War Hill. I omgivningarna runt War Hill växer i huvudsak hed.